# Port lotniczy Musoma
Port lotniczy Musoma (IATA: MUZ, ICAO: HTMU) – port lotniczy położony w Musomie, w regionie Mara, w Tanzanii.

## Linie lotnicze i połączenia
| Linia Lotnicza | Kierunek         |
| -------------- | ---------------- |
| Auric Air      | 1. Mwanza        |
| Precision Air  | 1. Dar es Salaam |